# الحروب اللومباردية
الحروب اللومباردية هي سلسلة من الصراعات التي دارات في وسط الشمال الإيطالي بين جمهورية البندقية ودوقية ميلانو وحلفائهما. استمرت هذه الحروب من 1425 حتى توقيع معاهدة لودي في 1454. خلال مسار هذه الحروب تبدلت البنية السياسية في إيطاليا حيث نجم عنها بروز خمس قوى إقليمية إيطالية كبرى من بين الدول المدن التي كانت سائدة. كما جرى تهميش المراكز الثقافية الهامة سياسياً في توسكانا وشمال إيطاليا مثل سيينا وبيزا وأوربينو ومانتوفا وفيرارا. امتدت الحروب على أربع حملات كان فيها الصراع حول الهيمنة على شمال إيطاليا، حيث دمر اقتصاد لومبارديا وضعفت قوة البندقية التي لم يلق قادتها بالاً لكلمات التحذير في رسالة الدوق توماسو موشينيغو الشهيرة (1423):
"حذار من الرغبة في الاستيلاء على ما للآخرين ومن الحرب الظالمة، لأن الله سوف يدمرك."
كانت الحرب في آن واحد سبباً ونتيجة لتورط البندقية في سياسة البر الإيطالي وامتدت بها سيطرة البندقية إلى ضفاف نهر أدا. كما شاركت بقية إيطاليا في هذه الحرب في تحالفات متبدلة ولكن في مناوشات طفيفة فقط. كانت قوة الموازنة في تلك الحروب ولاء فلورنسا حيث كانت في البداية في تحالف مع البندقية ضد تعديات فيسكونتي ميلان ومن ثم تحولت إلى حليف لفرانشيسكو سفورزا ضد التهديد المتزايد للبندقية. جلب صلح لودي في 1454 أربعين عاماً من السلام النسبي إلى شمال إيطاليا حيث تركزت صراعات البندقية في أماكن أخرى.